# Ermengol d'Asp
 Ermengol d'Asp , Ermengol de Aspa,  Hermangard d'Asp, Hermangard de Aspa, Armengol d'Asp, Armengol de Aspa,  Hermangard d'Asp o Hermangard de Aspa (... –Acre, invierno de 1192) fue el noveno Gran maestre de la Orden de Malta.
Tras caer su predecesor en la Batalla de Seforia en mayo de 1187, la Orden de San Juan de Jerusalén tuvo que enfrentar la invasión de Saladino del Reino de Jerusalén. Wilhelm Borel se hizo temporalmente cargo de la orden, pero cayó en la Batalla de los Cuernos de Hattin el 4 de julio de 1187 o fue capturado en esta por las tropas de Saladino y ejecutado. En cualquier caso, Ermengol d'Asp, el 20 de julio de 1187 asumió el cargo de Jerusalén hasta nuevo aviso de la orden.
Mientras que Saladino conquistaba varias ciudades y castillos del reino, los Caballeros de San Juan fueron asegurados en su poderoso castillo monástico de Margat, conquistado en febrero de 1186. El 22 de octubre de 1187, tras diez días de asedio, Jerusalén cayó en manos de Saladino. La Orden participó celosamente además en el sitio de Acre, donde transfirieron su sede tras reconquistarla.  